# 60 a. C.
El año 60 a. C. fue un año del calendario romano prejuliano. En la República romana, fue conocido como el año 694 Ab Urbe condita.

## Acontecimientos

### Roma
- En la costa de la actual Galicia, Julio César llega hasta Brigantium (actual La Coruña).
- Primer triunvirato: alianza política entre Julio César, Craso y Pompeyo.
- El poeta romano Lucrecio escribe Sobre la naturaleza de las cosas, que describe el universo como si estuviera formado por las partículas de Demócrito.[1]
- Julio César es elegido cónsul. Forma con los generales Pompeyo y Craso el primer triunvirato, una alianza para neutralizar el Senado.[1]

### Siria
- El Imperio seléucida llega a su fin con el asesinato de los dos últimos emperadores.

### China
- El gobierno de la Dinastía Han establece el Protectorado de las regiones del Oeste.

## Nacimientos
- Posible año de nacimiento de Dionisio de Halicarnaso, historiador griego.

## Fallecimientos
- Aretas III Philhellene, rey de Petra.
- Su Wu, político chino.